# Шестаковский уезд
Шестаковский уе́зд — административно-территориальная единица Русского царства и Российской империи в составе Вятской земли (1546—1719), Вятской провинции Сибирской (1719—1727) и Казанской (1727—1764) губерний. Существовал в 1546—1764 годах. Уездный город — Шестаков.

## Географическое положение
Уезд располагался в среднем течении р. Вятки, недалеко от устья р. Летки, являясь анклавом внутри Слободского уезда. На протяжении всего времени существования представлял собой самый маленький уезд Вятской земли — его площадь не превышала 250 км².

## История
Впервые город Шестаков упоминается около 1541 года в грамоте царя Ивана Грозного, первое достоверное упоминание города — октябрь 1546 года. Археолог Л. Д. Макаров установил, что на месте памятника «Шестаковский Кремль» в XIV в. существовало селище.
В 1721 году в Шестакове была учреждена ратуша с бургомистром во главе. После 3-й ревизии в 1764 г. в Шестакове с уездом насчитали всего 755 душ. В связи с этим город, как и уезд, были упразднены: Шестаков низведён до статуса села. Все деревни бывшего Шестаковского уезда приписаны к Слободскому уезду, составив вместе с бывшим городом отдельную Георгиевскую волость.

## Управление
Шестаковский уезд всегда управлялся как одно целое с соседним Слободским уездом. Само появление Шестакова и Шестаковского уезда было связано с притеснением со стороны слободских наместников первой половины XVI века. Непосредственное управление на местах осуществляли земские старосты и выборные целовальники. Руководили уездом, как и всеми пятью уездами Вятской земли, хлыновские воеводы. Исключением является период 1625—1636 годов, когда Слободской и Шестаков получали своего воеводу, рангом не ниже хлыновского. Впрочем, управление Шестаковым и Шестаковским уездом в этот период осуществлялось также из Слободского.
Административно-территориальное деление в уезде как таковое отсутствовало. Единственным селом уезда был погост Георгиевский (Егорьевский) — ныне деревня Залесье Слободского уезда.